# José Rodrigues
Pour les articles homonymes, voir José Rodrigues (homonymie) et Rodrigues (homonymie).
José Rodrigues de Carvalho, né à Lisbonne le 16 juillet 1828 et mort à Lisbonne le 19 octobre 1887, est un peintre portugais. 

## Biographie
C'est un membre du mouvement réaliste.
Son œuvre la plus connue est O Pobre Rabequista, réalisé en 1855.